# RideLondon-Surrey Classic 2013
La 2e édition de la course cycliste RideLondon-Surrey Classic, a lieu le dimanche 4 août 2013 et se dispute dans Londres et le comté de Surrey. L'épreuve est pour la première fois classée 1.1 au calendrier de l'UCI Europe Tour 2013.

## Présentation

### Parcours
L'épreuve débute et s'achève à Londres, dans The Mall, près du palais de Buckingham. Le parcours s'étend sur 140 kilomètres. À la suite du départ londonien, les coureurs disputent un parcours de 140,3 kilomètres entre la ville de Londres et le comté de Surrey. La course comporte deux difficultés dont la dernière se situe à 49 kilomètres de l'arrivée.

## Récit de la course

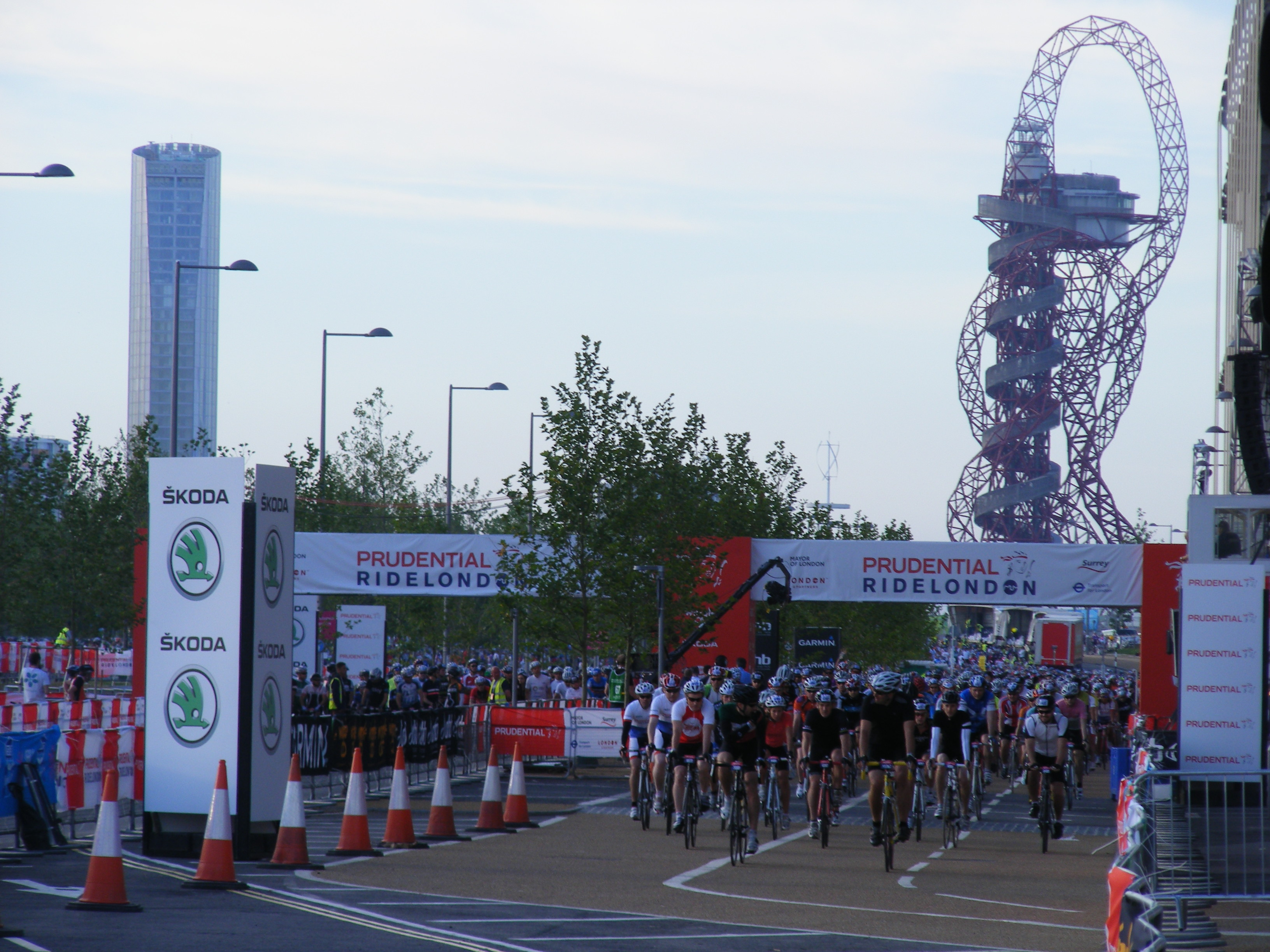
Le départ de la course.

### Équipes
| Nom de l'équipe | Pays        | Code |
| --------------- | ----------- | ---- |
| Argos-Shimano   | Pays-Bas    | ARG  |
| Belkin          | Pays-Bas    | BEL  |
| Cannondale      | Italie      | CAN  |
| FDJ.fr          | France      | FDJ  |
| Garmin-Sharp    | États-Unis  | GRS  |
| Orica-GreenEDGE | Australie   | OGE  |
| Sky             | Royaume-Uni | SKY  |
| Vacansoleil-DCM | Pays-Bas    | VCD  |

| Nom de l'équipe        | Pays        | Code |
| ---------------------- | ----------- | ---- |
| An Post-ChainReaction  | Belgique    | SKT  |
| IG-Sigma Sport         | Royaume-Uni | IGS  |
| Joker Merida           | Norvège     | TJM  |
| La Pomme Marseille     | France      | LPM  |
| Madison Genesis        | Royaume-Uni | MGT  |
| Node 4-Giordana Racing | Royaume-Uni | NGR  |
| Raleigh                | Royaume-Uni | RAL  |
| Rapha Condor JLT       | Royaume-Uni | RCJ  |
| Synergy Baku Project   | Azerbaïdjan | BCP  |
| UK Youth               | Royaume-Uni | UKY  |

| Nom de l'équipe             | Pays           | Code |
| --------------------------- | -------------- | ---- |
| Bardiani Valvole-CSF Inox   | Italie         | BAR  |
| Champion System             | Chine          | CSS  |
| MTN-Qhubeka                 | Afrique du Sud | MTN  |
| NetApp-Endura               | Allemagne      | TNE  |
| Sojasun                     | France         | SOJ  |
| Topsport Vlaanderen-Baloise | Belgique       | TSV  |

| Nom de l'équipe          | Pays        | Code |
| ------------------------ | ----------- | ---- |
| Sélection du Royaume-Uni | Royaume-Uni | GBR  |

## Classement final
|    | Coureur                | Équipe                    |    | Temps           |
| -- | ---------------------- | ------------------------- | -- | --------------- |
| 1  | Arnaud Démare          | FDJ.fr                    | en | 5 h 07 min 43 s |
| 2  | Sacha Modolo           | Bardiani Valvole-CSF Inox | +  | m.t             |
| 3  | Yannick Martinez       | La Pomme Marseille        |    | m.t             |
| 4  | Fabio Sabatini         | Cannondale                |    | m.t             |
| 5  | Danny van Poppel       | Vacansoleil-DCM           |    | m.t             |
| 6  | Zakkari Dempster       | NetApp-Endura             |    | m.t             |
| 7  | Raymond Kreder         | Garmin-Sharp              |    | m.t             |
| 8  | Christian Delle Stelle | Bardiani Valvole-CSF Inox |    | m.t             |
| 9  | Christopher Sutton     | Sky                       |    | m.t             |
| 10 | Ben Swift              | Sky                       |    | m.t             |